# Ministerio de Salud (Nicaragua)
El Ministerio de Salud (MINSA) es el ministerio rector sanitario en Nicaragua. El ministerio es principal prestador de servicios que alcanza una cobertura de 65%. El MINSA tiene una red de servicios de 1,403 unidades de la salud. La actual ministra es Martha Reyes Álvarez.

## Ministros
- Sonia Castro González (hasta 2020)[3]
- Martha Reyes Álvarez (desde 2020)